# Babine Range
Die Babine Range ist eine kleine Teilkette der Skeena Mountains in den Interior Mountains im Norden der kanadischen Provinz British Columbia. Sie liegt zwischen dem
Babine Lake, dem Babine River, dem Bulkey River und dem Skeena River.

## Gipfel
Die höchsten benannten Gipfel der Babine Range sind:
- Mount Thomlinson – 2451 m – 55° 33′ N, 127° 29′ W[4]
- Mount Cronin – 2396 m – 54° 56′ N, 126° 52′ W[5]
- The Galleon – 2391 m – 54° 56′ N, 126° 55′ W[6]
- Netalzul Mountain – 2342 m – 55° 17′ N, 126° 56′ W[7]
- Blunt Mountain – 2291 m – 55° 13′ N, 127° 11′ W[8]
- Mount Thoen – 2291 m – 55° 23′ N, 127° 2′ W[9]
- Mount Hyland – 2279 m – 54° 54′ N, 126° 51′ W[10]
- Higgins Peak – 2250 m – 54° 53′ N, 126° 50′ W[11]